# Dâu tiên
Dâu tiên hay dâu đất, du Trung Bộ (danh pháp: Baccaurea annamensis) là một loài thực vật có hoa trong họ Diệp hạ châu. Loài này được Gagnep. mô tả khoa học đầu tiên năm 1923.